# Elaphoglossum clathratum
Elaphoglossum clathratum är en träjonväxtart som beskrevs av Fernando Bittencourt Matos och R.C.Moran. Elaphoglossum clathratum ingår i släktet Elaphoglossum och familjen Dryopteridaceae. Inga underarter finns listade.